# Phellodon sinclairii
Phellodon sinclairii är en svampart som först beskrevs av Miles Joseph Berkeley, och fick sitt nu gällande namn av Gordon Herriot Cunningham 1958. Phellodon sinclairii ingår i släktet lädertaggsvampar och familjen Bankeraceae.   Inga underarter finns listade i Catalogue of Life.